# Ivan Chalupecký
Ivan Chalupecký (Igló, 1932. március 16. – 2020. június 12.) történész, levéltáros, oktató.

## Élete
Valláspolitikai okokból kirúgták a lőcsei gimnáziumból. Bebörtönözték, majd csak kőfejtőben és bányában dolgozhatott.
Később a Lőcsei Állami Levéltárban dolgozott, majd a Comenius Egyetemen végzett levelező tagozaton. A párizsi Nemzeti Levéltárban volt kiküldetésen.
A szepeskáptalani Ján Vojtaššák papi szeminárium oktatója volt. A Szepesi Történelmi Kör alapító tagja. Egyháztörténettel és lőcsei Pál mester személyével is foglalkozott. A Z minulosti Spiša évkönyv szerkesztője.

## Díjak, elismerések
- Fides et ratio
- 2018 Kassa Megyei Önkormányzat elnökének díja

## Művei
- 1992 Archívy katolíckej cirkevnej správy na Slovensku
- 1995 Archív Spišskej stolice do roku 1785
- 1998 Archívne dokumenty v diele prof. Rapanta
- 1999 50 rokov od "Levočskej vzbury" v roku 1949
- 2002 10 rokov činnosti Spišského dejepisného spolku
- 2003 Spišský hrad
- 2006 Mariánska hora v Levoči
- 2006 Boj o levočské lesy I
- 2009 Biskup Ján Vojtaššák – K jeho verejnej a politickej činnosti
- 2012 Biskup Ján Vojtaššák, jeho vzťah k Židom a "kauza" Baldovské kúpele
- 2013 130 rokov od založenia Spišského dejepisného spolku
- 2015 Boj komunistov proti levočskej púti
- 2016 Biskup Ján Vojtaššák – životopis a svedectvá (tsz.)